# Laura Cretara
 (août 2017).
Si vous disposez d'ouvrages ou d'articles de référence ou si vous connaissez des sites web de qualité traitant du thème abordé ici, merci de compléter l'article en donnant les références utiles à sa vérifiabilité et en les liant à la section « Notes et références ».

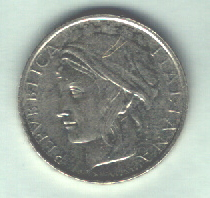
Pièce de 100 lires (1993) créée par Laura Cretara.

Laura Cretara, née le 28 décembre 1939 à Rome, est une médailleuse et sculptrice italienne.

## Biographie
Laura Cretara a été la première femme à avoir signé une pièce de monnaie dans l'histoire de la numismatique italienne.
Elle a dessiné la pièce d'1 euro italienne, avec pour motif l'Homme de Vitruve par Léonard de Vinci, ainsi que les pièces de monnaie tel que la célèbre 100 lires FAO de 1995 par exemple, ou la 1000 lire de 1970, et de 1997.
Elle a renouvelé le langage figuratif et symbolique de l'adaptation des monnaies italienne.
Depuis 2006, elle fait partie, en tant qu'expert, du Comité technique et artistique permanent du ministère de l'Économie et des Finances.
Elle pratique également la sculpture, la conception graphique et la communication visuelle.